# Ana Belén Giner Fácila
Ana Belén Giner Fácila (Borbotó, 22 de març de 1983) és una jugadora de raspall, galotxa i One wall, juga de rest i de mitger, és un referent al món de la pilota, essent una de les pioneres en practicar-lo.

## Biografia
De xiqueta jugava a frontennis, però arran un castic on sons pares li llevaren la raqueta, començà a jugar a mà. Va debutar l'any 1994, quan tenia 11 anys, iniciant-se a l'escola de pilota de Borbotó, al principi, jugava juntament amb els xiquets, i arran de la creació de les competicions femenines en 2007, comença a jugar-les. Des d'aleshores, s'ha consolidat com la jugadora que ha dominat les competicions femenines.
L'any 2014 va deixar de practicar la modalitat de raspall per problemes amb els malucs i es va centrar en la galotxa i el One wall. En 2016 va guanyar el campionat europeu de One Wall, imposant-se a la líder del rànquing europeu, Miranda Scheffer, per 21-7. En la modalitat per parelles, també va endur-se el campionat, fent equip amb la seua germana Maria José Giner.
Des de l'any 2000 és Vicepresidenta de competicions femenines de la Federació de Pilota Valenciana, l'any 2014 era monitora de l'escola de pilota de Borbotó, i és la capitana de la selecció femenina de pilota.

## Palmarés

### Raspall
- Set voltes campiona del Campionat Autonòmic de Raspall de Parelles (2007, 2008, 2009, 2010, 2011, 2012, 2014)[2][9]
- Set voltes campiona del Campionat Autonòmic de Raspall de Trios (2007, 2008, 2009, 2010, 2011, 2012 i 2013)[2][4]
  - Subcampiona del Campionat Autonòmic de Raspall de Trios (2014)[2][4]
- Tres voltes campiona del Campionat Individual de Raspall Femení (2011, 2012 i 2014)[4]
- Campiona de la Supercopa de Raspall (2014)[2]
- Tres voltes campiona del Campionat Autonòmic Individual de Raspall (2011, 2012, 2014)[2]

### Galotxa
- Dos voltes campiona del Trofeu El Corte Inglés (disputat amb equips masculins) (1999, en categoria juvenil, 2005)
- Campiona del Campionat Autonòmic Interpobles de Galotxa - Trofeu Edicom (2010)

### Campionats Internacionals de Pilota
- Dos voltes campiona del Campionat Europeu de Pilota a Mà (2015 i 2018)[4]
- Dos voltes subcampiona del Campionat Europeu de Pilota a Mà per parelles (amb Mar de Bicorp) (2010 i 2012)[10]

- Millor jugadora sénior europea 2018